# 康樂園

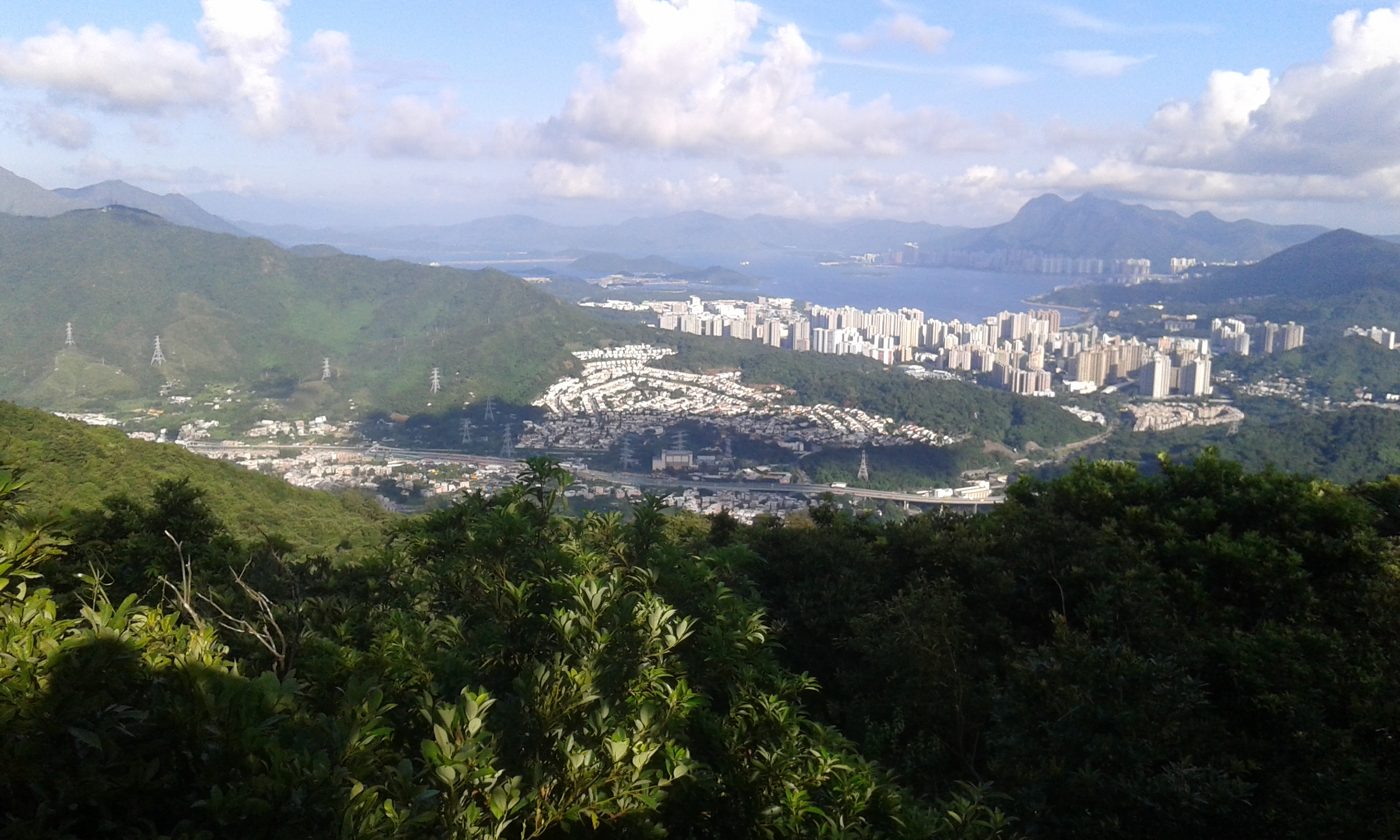
康樂園全景

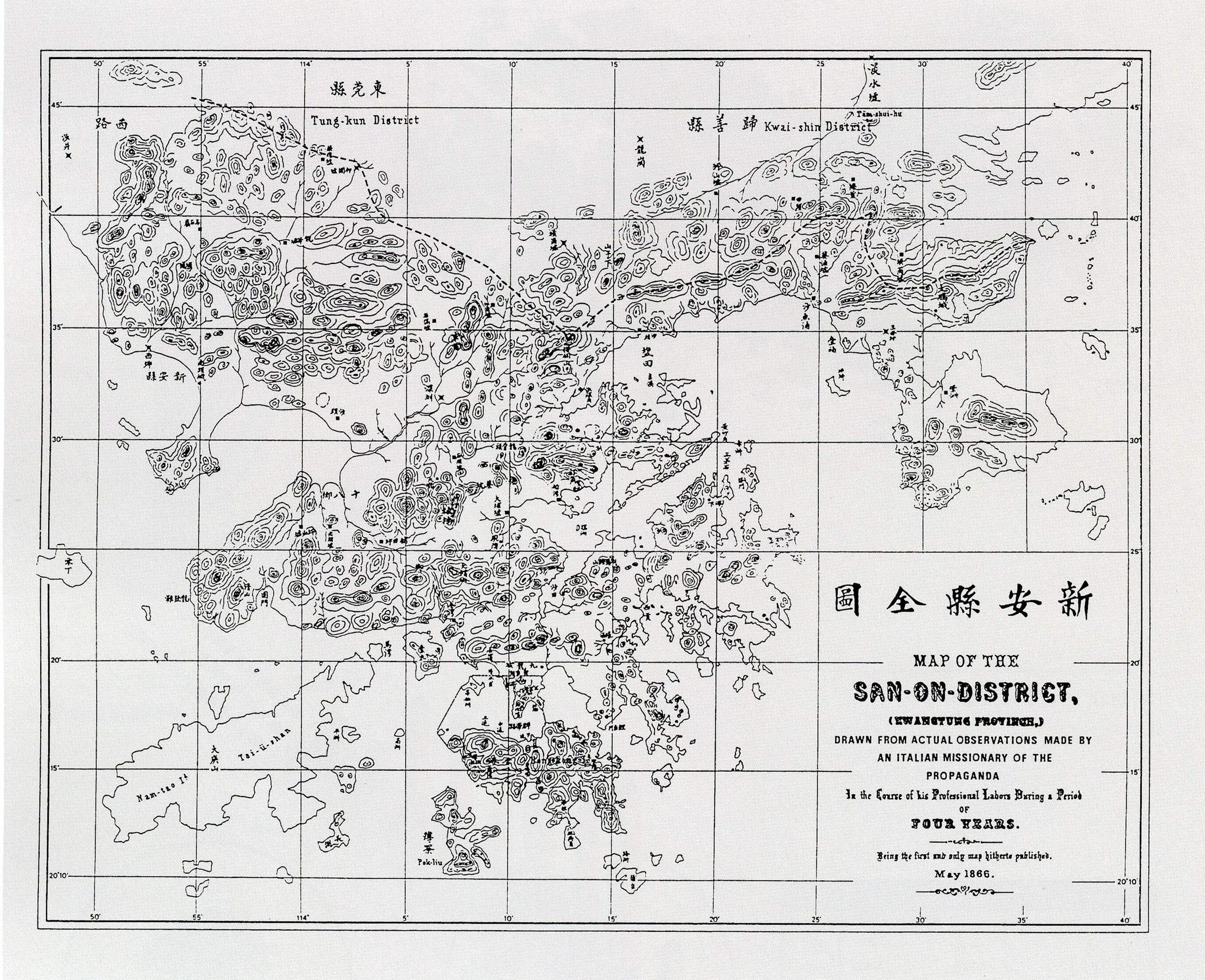
1866年（清同治七年）的《新安縣全圖》，當時的康樂園一帶被標作「蔡坑」（即今泰亨）

康樂園（英語：Hong Lok Yuen），是香港新界大埔區的低密度高尚住宅區，位處大埔新市鎮以北、泰亨以東，背靠九龍坑山，前身為康樂園果園，原為泰亨新圍的一部份，據說風水極佳。原地主為李福林，1977年獲批改建為花園新邨。園址總面積佔地55萬8千平方米，其中百分之四十留作山林園地，康樂園於1980年3月至1993年8月分階段入伙，單位數目為1,196伙，是由黃振輝建築師及永保國際合資的康樂園地產發展，到後期新鴻基地產亦參與其中

## 規劃
屋苑大部份建築為1600-3500平方呎兩至三層高獨立洋房，有車房及花園；是香港少數大規模平房式豪宅區之一，吸引不少官商藝人入住。
另外，屋苑亦設一間「主席屋」，佔地面積約3.6萬平方呎，實用面積達9,280平方呎，附設大花園、室外游泳池及私家車庫。該物業一直由康樂園發展商黃氏家族由1984年落成持有至2022年初。該獨立屋在2022年初放售，最終獲得內地客以3億元購入，實用呎價約3.23萬元，創屋苑成交價及呎價新高。由於地皮為獨立地段，未來業主亦可申請重建。

## 設施
屋苑內設有International by PARKnSHOP、會所及國際學校。

## 相關事件

### 1982年三屍劫殺案
康樂園十街135號於1982年9月28日上午約9時半至11時半發生三屍劫殺案，一名替康樂園別墅裝修的32歲泥水工人姜善治進入屋內行劫，卻遭屋內人士撞破，疑犯恐被認出故殺害33歲女戶主林佩珍（羅聲賢之妻）、8歲女兒羅慧兒及4歲兒子羅志仁，以電線及領帶將三人勒死並置於儲物房及浴室，疑犯劫去港幣4,000元、一條金鍊、一枚鑽石戒指、一隻金手鈪、一條珠頸鍊、一個女裝手袋及一條銀行保險箱鎖匙，及至晚上8時10分男戶主下班返抵家門時揭發命案，事件當年曾經轟動一時。疑犯於案發翌日離港，至10月5日回港，並於10月16日被警方拘捕。案件於1983年6月14日在香港高等法院開審，被告否認殺害三人及行劫的4項控罪，6月27日7名男陪審員一致裁定被告姜善治罪名成立，法官王見秋依例判處兇手三項謀殺罪名死刑，而行劫罪則判處最高刑罰終身監禁，法官並斥責被告滅絕人性及冷血，其行為難以用筆墨來形容，必須與社會完全隔離。由於香港自1966年11月後跟隨宗主國英國停止執行死刑，被告其後按慣例獲英女皇特赦並由香港法官改判終身監禁。

### 國際學校被指非法霸佔
康樂園的國際學校，於2011年被指非法霸佔七個文氏祖堂共同擁有的地皮，用作學校遊樂場及花圃。

## 知名住客
- 震雄主席蔣震（已故）
- 曾偉雄
- 蕭炯柱
- 苗學禮
- 湯家驊
- 許冠傑[14]
- 張栢芝[15]
- 陳小春[16]（已搬離）
- 古巨基
- 楊千嬅
- 毛舜筠[17]（已出售）
- 杜汶澤[18]（現居台灣）
- 田蕊妮（現居台灣）
- 周麗音
- 翁靜晶[19]
- 黃翠如
- 蕭正楠
- 蔣麗芸
- 廖漢波

## 區議會議席分佈
由於康樂園人口未足以劃為一個選區，所以要跟沙羅洞、鳳園等鄉村範圍劃為同一個選區。
| 年度/範圍  | 2000-2003      | 2004-2007      | 2008-2011      | 2012-2015      | 2016-2019      | 2020-2023      | 2024-2027 |
| ---------- | -------------- | -------------- | -------------- | -------------- | -------------- | -------------- | --------- |
| 整個康樂園 | P17 康樂園選區 | P17 康樂園選區 | P17 康樂園選區 | P17 康樂園選區 | P17 康樂園選區 | P17 康樂園選區 | P2 大埔北 |

註：以上主要範圍尚有其他細微調整（包括編號），請參閱有關區議會選舉選區分界地圖及條目。